# Low Rider (No Fun at All)
Low Rider è il quinto album pubblicato dalla punk rock band svedese No Fun At All, il primo dopo il temporaneo scioglimento della band. Il disco vede anche il ritorno alla chitarra di Mikael che nel precedente State Of Flow aveva preso il posto di Henrik Sunvisson al basso, mentre Stefan Neuman è passato al basso. Il disco, uscito il 14 novembre negli USA e il 21 novembre in Europa, è stato preceduto dal singolo Reckless (I Don't Wanna) (uscito il 1º novembre).

## Tracce
1. Mine My Mind
2. Never Ending Stream
3. Reckless (I Don't Wanna)
4. Anything Could Happen Here
5. Forevermore
6. It's Such A Good Thing
7. Man With The Powers
8. Sorry To Say
9. Such A Shame
10. Episodie 666
11. The Beautiful Sound
12. Wind-Up
13. Willingly Unknowing
14. There Must Be A Better Way

## Formazione
- Ingemar Jansson - voce
- Mikael Danielsson - chitarra, chitarra e cori
- Christer Johansson - chitarra
- Stefan Neuman - basso
- Kjell Ramstedt - batteria

### Altri musicisti
- Jimmie Olsson - cori